# Wolfgang Beutin
Wolfgang Beutin, eigentlich Paul-Wolfgang Ludwig Beutin (* 2. April 1934 in Bremen; † 19. Februar 2023 in Köthel), war ein deutscher Schriftsteller, Literatur- und Sprachwissenschaftler.

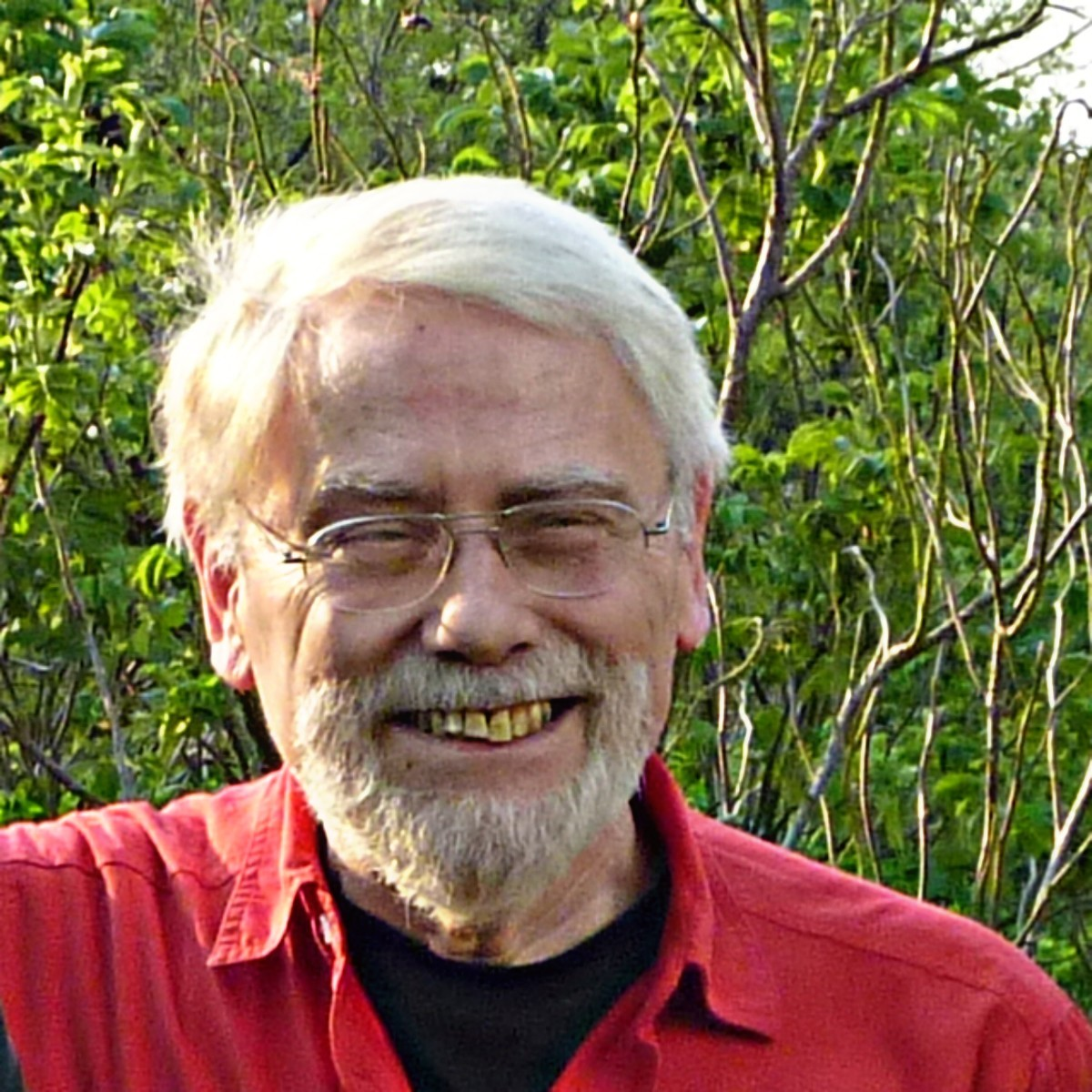
Wolfgang Beutin (2014)

## Leben
Paul-Wolfgang Ludwig Beutin wurde als ältester Sohn des Bankangestellten Paul Beutin und der Kontoristin Charlotte Beutin, geborene Teitge, geboren. Sein Onkel war der Sozial- und Wirtschaftshistoriker Ludwig Beutin. Er wuchs in Bremen, Güstrow, Berlin und Breslau auf und wurde von den Erlebnissen des Zweiten Weltkriegs geprägt, die er in seinen Romanen, etwa in Das Jahr in Güstrow, verarbeitete. Wilhelm Raabe, Wilhelm Busch und Fritz Reuter waren Autoren, die ihm u. a. von seinem Großvater nahegebracht wurden. In der Nachkriegszeit arbeitete er in diversen Aushilfsjobs, zum Beispiel als Blumenbote.
Paul-Wolfgang „Wolfgang“ Beutin ging u. a. in Bremen zur Oberschule und legte 1953 das Abitur ab. Es folgte ein Studium der Germanistik und Geschichtswissenschaft an den Universitäten Hamburg und Saarbrücken. Das Staatsexamen absolvierte er 1961 in Hamburg. 1963 wurde er dort mit der Dissertation Königtum und Adel in den historischen Romanen von Willibald Alexis zum Dr. phil. promoviert. Von 1963 bis 1968 war er wissenschaftlicher Assistent bei Ulrich Pretzel, von 1971 bis 1999 Dozent am Germanischen Seminar (heute Institut für Germanistik) der Universität Hamburg. Im Jahr 1973 hatte er eine Gastprofessur in Göttingen inne, von 1990 bis 2006 eine Gastdozentur für das Gebiet Sprachkritik an der Universität Lüneburg. 1996 habilitierte er sich an der Universität Bremen mit einer Untersuchung über „Sexualität und Obszönität“ und lehrte dort seitdem als Privatdozent.
Bereits im  Jahr 1960 hatte Wolfgang Beutin gemeinsam mit Theodor W. Adorno, Georg Borchardt und Klaus Paulmann in einem Beitrag Juden unerwünscht gegen den Verband Deutscher Tonkünstler und Musiklehrer (VDTM) Stellung bezogen, weil dieser den 100. Geburtstag des Komponisten Gustav Mahler sowie den 150. Geburtstag von Felix Mendelssohn Bartholdy unterschlagen hatte. In seiner Studienzeit war Beutin besonders vom Aktivisten und Schriftsteller Kurt Hiller beeinflusst. Unter anderem arbeitete Kurt Hiller an Beutins hektographierter Zeitschrift LYNX mit.
Neben seiner wissenschaftlichen und literarischen Tätigkeit war Beutin vielseitig engagiert, so zum Beispiel in der Friedensbewegung, in Gewerkschaften (ver.di, GEW) und in literarischen Gesellschaften wie der Fritz Reuter Gesellschaft, dem Forum Vormärz Forschung, der Kurt-Hiller-Gesellschaft, Oswald-von-Wolkenstein-Gesellschaft und Kurt-Tucholsky-Gesellschaft.
Beutin war seit 1978 in zweiter Ehe mit der Wissenschaftspublizistin, Kommunalpolitikerin und ver.di-Gewerkschafterin Heidi Beutin, geborene Seifert, verheiratet. Sein Sohn Olaf aus erster Ehe arbeitet als Architekt, sein Sohn Lorenz Gösta Beutin aus zweiter Ehe als Historiker und Politiker.
Noch an seinem Todestag arbeitete er an einer Monographie zur Epoche der Aufklärung, die denen zu Reformation und Renaissance folgen sollte. Das Werk blieb unvollendet. Eine von ihm vorbereitete Tagung zum Thema Pazifismus fand im Herbst 2023 in Lübeck statt. Wolfgang Beutin starb im Alter von 88 Jahren in seinem Heimatort Köthel im Kreis Stormarn.

## Wissenschaftliche Schwerpunkte
Beutins Schwerpunkte in Lehre und Forschung waren die Literaturgeschichte der frühen Neuzeit und des 18., 19. und 20. Jahrhunderts, Frauenmystik, psychoanalytische Literaturwissenschaft und erotische Literatur. Er ist Autor zahlreicher Monographien und Aufsätze sowie Beiträger zu Anthologien wie Das Christentum im Urteil seiner Gegner (1969/71) von Karlheinz Deschner, oder zu Standardwerken wie Deutsche Literaturgeschichte. Von den Anfängen bis zur Gegenwart, die in zahlreiche Sprachen übersetzt wurde.
Dem Lyriker und Literaturwissenschaftler Hans Wolffheim (1904–1973) widmete Beutin gemeinsam mit Wolffheims Tochter Franziska einen Sammelband sowie eine Ausstellung und Vortragsreihe an der Universität Hamburg 2012/2013. Im Jahr 2018 erschien der gemeinsam mit seiner Frau Heidi verfasste Band Fanfaren einer neuen Freiheit. Deutsche Intellektuelle und die Novemberrevolution. „Das Buch liest sich wie ein ‚Who is who‘ der Intellektuellen in der Revolution und der frühen Weimarer Republik. Eine wahre Fundgrube“, urteilte der Kritiker Werner Abel. Seine berufliche Laufbahn begleiteten seit den 1970er Jahren bis 1999 diverse arbeitsgerichtliche Auseinandersetzungen im Zuge der Berufsverbote in der Bundesrepublik Deutschland, die 1999 mit einem Vergleich und Schadensersatzzahlung seitens der Universität Hamburg endeten. Beutin verarbeitete den Fall literarisch in seinem Buch Das Hamburger Totengericht (2011). Der Vorwurf lautete „Parawissenschaftlichkeit“, weil er marxistische Literaturtheorie mit psychoanalytischer Textuntersuchung verband.

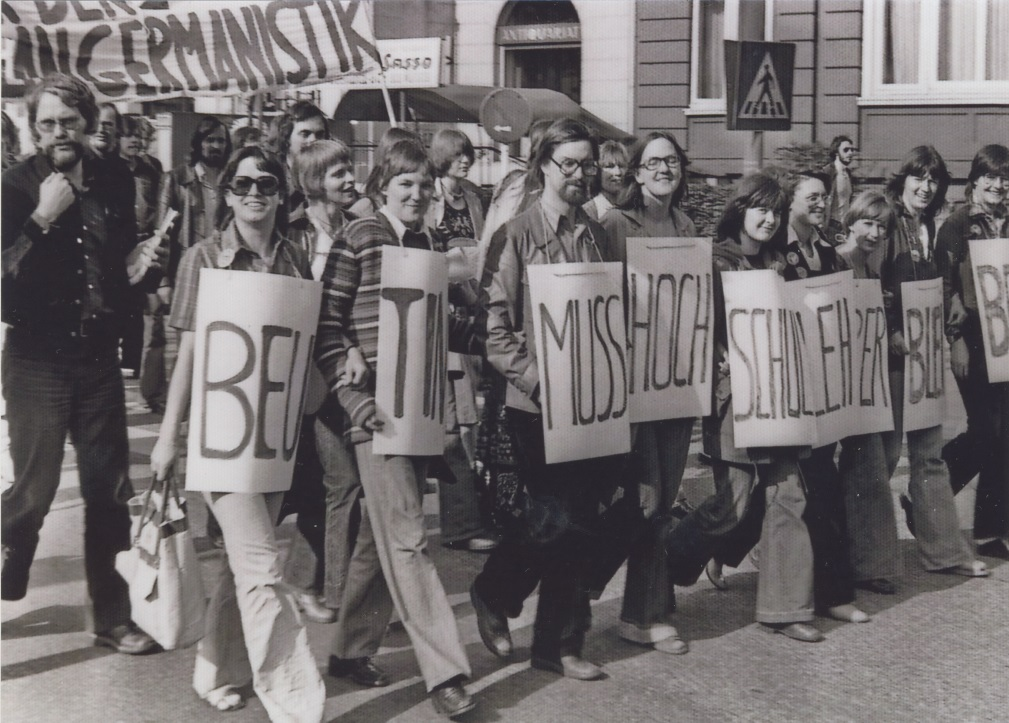
Demonstration in Hamburg gegen Berufsverbote. Vorne links im Bild Wolfgang Beutin (1970er Jahre)

## Wirken als Schriftsteller
Romane, Essays, Aphorismen sowie Hör- und Fernsehspiele gehören zu Beutins belletristischen Werken. Seine Romane behandeln meist historische Themen, etwa zur Bremer Räterepublik und Johann Knief. In mehreren Romanen, begonnen mit Das Jahr in Güstrow (1985), verarbeitete er autobiographische Erlebnisse und Familiengeschichte – die Geschichte der Familie Beelzow. Der Geschichte des Geistlichen Leonhard Roth, der sich als ehemaliger Häftling des KZ Dachau um die Errichtung der Gedenkstätte verdient machte, widmete er sich u. a. in dem Hörspiel Ein guter Engel wird abgesägt (1964) und 1978 in seinem Roman Unwahns Papiere. Zum 50. Todestag von Pater Roth referierte Beutin in Dachau über die publizistische und wissenschaftliche Verarbeitung des Falls.

## Auszeichnungen
1956 und 1957 wurde Beutin mit dem Kurt-Tucholsky-Preis ausgezeichnet.

## Rezeption
Der Literaturkritiker Hans Wollschläger schrieb 1999 anlässlich seines Ausscheidens aus der Lehrtätigkeit an der Universität Hamburg:
„An (Deinem Lebenswerk) zu rühmen ist die, musikalisch verstanden, präzise Satztechnik Deines Stils, die der Präzision der Gedanken die konforme Abbildung ermöglicht, zu rühmen aber nicht weniger ein Zug, den ich der Charakteristik der Klarheit an die Seite stellen möchte: die Menschenfreundlichkeit, mit der sich Dein Wissen übermittelt und in der, wer Dich kennt, Dich selber lebendig sprechen sieht. (…) Du hast, als Lehrer, das Lesen beigebracht, die richtige Lektüre der Worte und der Taten; die Welt selbst ist durch Deine Arbeiten lesbarer geworden.“

## Veröffentlichungen (Auswahl)

### Wissenschaft

#### Monographien
- Königtum und Adel in den historischen Romanen von Willibald Alexis (= Philologische Studien und Quellen. Band 37). Berlin 1966. Zugleich Dissertation.
- „Deutschstunde“ von Siegfried Lenz. Eine Kritik. Mit einem Anhang: Vorschule der Schriftstellerei. Lüdke, Hamburg 1970.
- Das Weiterleben alter Wortbedeutungen in der neueren deutschen Literatur bis gegen 1800, wissenschaftliche Untersuchung. Lüdke, Hamburg 1972, ISBN 3-920588-40-1.
- Literatur und Psychoanalyse. Ansätze zu einer psychoanalytischen Textinterpretation (= Nymphenburger Texte zur Wissenschaft. Band 7). München 1972.
- Der radikale Doktor Martin Luther. Ein Streit- und Lesebuch. Pahl-Rugenstein, Köln 1982, ISBN 3-7609-0733-4.
- Sexualität und Obszönität. Eine literaturpsychologische Studie über epische Dichtungen des Mittelalters und der Renaissance. Königshausen & Neumann, Würzburg 1990, ISBN 3-88479-463-9.
- Barlach oder Der Zugang zum Unbewussten. Eine kritische Studie. Königshausen & Neumann, Würzburg 1994, ISBN 3-88479-988-6.
- Vom Mittelalter zur Moderne. Band 1: Zur Literaturgeschichte des Mittelalters, der Renaissance und des Barocks. Hamburg 1994.
- Vom Mittelalter zur Moderne. Band 2: Von der Aufklärung bis zum 19. Jahrhundert. Hamburg 1994.
- Eros, Eris. Beiträge zur Literaturpsychologie, zur Sprach- und Ideologiekritik. Heinz, Stuttgart 1994, ISBN 3-88099-298-3.
- mit Heidi Beutin: Der Löwenritter in den Zeiten der Aufklärung. Gerhard Anton Halems Iwein-Version „Ritter Twein“, ein Beitrag zur dichterischen Mittelalter-Rezeption des 18. Jahrhunderts. Kümmerle, Göppingen 1994, ISBN 3-87452-837-5.
- Der Demokrat Fritz Reuter. Von Bockel Verlag, Hamburg 1995, ISBN 3-928770-52-7.
- Zur Geschichte des Friedensgedankens seit Immanuel Kant. Verlag von Bockel, Hamburg 1996, ISBN 3-928770-62-4.
- ANIMA. Untersuchungen zur Frauenmystik des Mittelalters. Teil 1: Probleme der Mystikforschung – Mystikforschung als Problem. Peter Lang, Frankfurt am Main 1997, ISBN 3-631-31488-4.
- ANIMA. Untersuchungen zur Frauenmystik des Mittelalters. Teil 2: Ideengeschichte, Theologie und Ästhetik. Peter Lang, Frankfurt am Main 1008, ISBN 3-631-31489-2.
- ANIMA. Untersuchungen zur Frauenmystik des Mittelalters. Teil 3: Tiefenpsychologie – Mystikerinnen. Peter Lang, Frankfurt am Main 1999, ISBN 3-631-31490-6.
- mit Heidi Beutin: Rinnsteinkunst? Zur Kontroverse um die literarische Moderne während der Kaiserzeit in Deutschland und Österreich. Lang, Frankfurt am Main 2004, ISBN 3-631-52349-1.
- Aphrodites Wiederkehr. Beiträge zur Geschichte der erotischen Literatur von der Antike bis zur Neuzeit. Peter Lang, Frankfurt am Main 2005, ISBN 3-631-52350-5.
- Der Fall Grass. Ein deutsches Debakel. Peter Lang, Frankfurt am Main 2008, ISBN 978-3-631-57004-3.
- Hilleriana. Studien zum Leben und Werk Kurt Hillers (1885–1972). Von Bockel, Neumünster 2010, ISBN 978-3-932696-83-1.
- Preisgekrönte. Zwölf Autoren und Autorinnen von Paul Heyse bis Herta Müller. Ausgewählte Werke, sprachkritisch untersucht. Lang, Frankfurt am Main 2012, ISBN 978-3-631-63297-0.
- Karl Kraus oder Die Verteidigung der Menschheit. Peter Lang, Frankfurt am Main u. a. 2012, ISBN 978-3-631-63068-6.
- Mechanismen der Trivialliteratur. Zur Wirkungsweise massenhaft verbreiteter Unterhaltungslektüre. Peter Lang, Frankfurt am Main 2015, ISBN 978-3-631-63312-0.
- mit Heidi Beutin: Fanfaren einer neuen Freiheit. Deutsche Intellektuelle und die Novemberrevolution: wbg Akademic, Darmstadt 2018, ISBN 978-3-534-27045-3.
- Die Literatur der Reformation und die Reformation in der deutschsprachigen Literatur. Peter Lang, Berlin u. a. 2019, ISBN 978-3-631-79303-9.
- Motive der Literatur der Renaissance und die Renaissance als literarisches Motiv. Peter Lang, Berlin 2021, ISBN 978-3-631-84058-0.

#### Herausgeberschaften
- Der erfolgreiche Kampf um „Zuginsfeld“. Die Auseinandersetzung um die innere Rundfunkfreiheit und um die Verwirklichung des Art. 5 GG in der BRD. Hrsg. vom AK Medienpolitik bei der Deutschen Friedens-Union, Hamburg 1975.
- Sprachkritik – Stilkritik. Eine Einführung. Stuttgart u. a. 1976.
- mit Thomas Metscher und Barbara Meyer: Berufsverbot. Ein bundesdeutsches Lesebuch. Verlag Atelier im Bauernhaus, Fischerhude 1976, ISBN 3-88132-015-6.
- mit Christian Schaffernicht: Friedens-Erklärung. Ein Lesebuch. Verlag Atelier im Bauernhaus, Fischerhude 1982, ISBN 3-88132-060-1.
- mit Ruprecht Großmann und Klaus Hübotter: 100 x Kurt Hiller 1885–1985. Konkret Literatur Verlag, Hamburg 1985, ISBN 3-922144-45-4.
- mit Heidi Beutin und Bodo Brücher: Nach Rückschlägen vorwärts. Lorenz Knorr. Im Streit für eine humane Welt. Lorenz Knorr zum 70. Geburtstag. Hamburg 1991, ISBN 3-87975-566-3.
- mit Lars Lambrecht: Franz Mehring – Historiker der Philosophie, der Arbeiterbewegung und der Literatur. Hamburg 1991.
- mit Thomas Bütow: Gottfried August Bürger (1747–1794). Beiträge der Tagung zu seinem 200. Todestag, vom 7. bis 9. Juni 1994 in Bad Segeberg. Peter Lang, Frankfurt am Main 1994, ISBN 3-631-47876-3.
- mit Thomas Bütow: Barlach-Studien. Die Referate der Güstrower Barlach-Tagung anlässlich seines 125. Geburtstages am 2. Januar 1995. Von Bockel, Hamburg 1995, ISBN 3-928770-51-9.
- Hommage à Kant. Kants Schrift „Zum ewigen Frieden“. Von Bockel Verlag, Hamburg 1995, ISBN 3-928770-61-6.
- mit Klaus Lüders: Freiheit durch Aufklärung: Johann Heinrich Voß (1751–1826). Materialien einer Tagung der Stiftung Mecklenburg (Ratzeburg) und des Verbandes Deutscher Schriftsteller (Landesbezirk Nord) in Lauenburg/Elbe am 23.–25. April 1993. Peter Lang, Frankfurt am Main 1995, ISBN 3-631-47548-9.
- mit W. Hoppe: Franz Mehring (1846–1919). Beiträge der Tagung vom 8. bis 9. November 1996 in Hamburg anlässlich seines 150. Geburtstages. Peter Lang, Frankfurt am Main 1997, ISBN 3-631-30833-7.
- mit Thomas Bütow: Europäische Mystik vom Hochmittelalter zum Barock. Peter Lang, Frankfurt am Main 1998, ISBN 3-631-32530-4.
- mit Rüdiger Schütt: „Zu allererst ANTIKONSERVATIV“. Kurt Hiller (1885–1972). edition fliehkraft, Hamburg 1998, ISBN 3-9805175-4-3.
- mit Peter Stein: Willibald Alexis (1798–1871). Ein Autor des Vor- und Nachmärz. Aisthesis Verlag, Bielefeld 1999, ISBN 3-89528-275-8.
- mit Wilfrie Hoppe und Franklin Kopitzsch: Die deutsche Revolution von 1848/49 und Norddeutschland. Peter Lang, Frankfurt am Main 1999, ISBN 978-3-631-33247-4.
- mit Thomas Bütow, Johann Dvořák und Ludwig Fischer: „Die Emanzipation war die große Aufgabe unseres Lebens“. Beiträge zur Heinrich-Heine-Forschung anlässlich seines 200sten Geburtstages 1997. Von Bockel Verlag, Hamburg 2000, ISBN 3-932696-15-8.
- mit Gerd Biegel, Angela Klein und Heidi Beutin: „Liebhaber der Theologie“. Gotthold Ephraim Lessing – Philosoph – Historiker der Religion. Lang Frankfurt am Main 2012, ISBN 978-3-631-57875-9.
- mit Franziska Wolffheim: „Vielleicht sehe ich auch zu tief in die Dinge hinein“. Hans Wolffheim (1904–1973) – Hochschullehrer, Literaturkritiker, Autor. Edition Text + Kritik, München 2013, ISBN 978-3-86916-254-6.

#### Aufsätze und Beiträge
- Religiosität. In: Peter Dinzelbacher (Hrsg.): Europäische Mentalitätsgeschichte, 2. Auflage. Kröners TB 469, Stuttgart 2008, S. 117 ff.
- „Eine gewisse Bergesluft der Gerechtigkeit“. Die päpstliche Enzyklika als rhetorisches Kunstwerk. In: Wolfgang George (Hrsg.): Laudato si'. Wissenschaftler antworten auf die Enzyklika von Papst Franziskus. Psychosozial Verlag, Gießen 2017, ISBN 978-3-8379-2642-2, S. 39–54.
- Von der Einführung des ‚Pansexualismus‘ und des Klassenkampfs ins Sanktuarium. Oder: In welchem Lichte der Altgermanistik in Hamburg eine angebahnte Neuorientierung erschien. In: Wolfram Mauser, Carl Pietzcker: Literatur und Psychoanalyse. Erinnerungen als Bausteine einer Wissenschaftsgeschichte. Königshausen & Neumann, Würzburg 2008, ISBN 978-3-8260-3787-0, S. 107–131.
- Humanismus und Reformation. In: Wolfgang Beutin, Matthias Beilein, Klaus Ehlert et al. Deutsche Literaturgeschichte. Von den Anfängen bis zur Gegenwart.  9., akt. und erw. Aufl., J. B. Metzler, Stuttgart 2019, ISBN 978-3-476-04952-0, S. 59–102.
- Paul von Schoenaich. Vom Schwertgläubigen zum Friedenskämpfer In: René Senenko (Hrsg.): Mit revolutionären Grüßen. Postkarten der Hamburger Arbeiterbewegung 1900–1945 für eine Welt ohne Ausbeutung, Faschismus und Krieg. VSA Verlag, Hamburg 2022, ISBN 978-3-96488-108-3, S. 230–233.
- 1922. Der Vertrag von Rapallo und die Ermordung des Reichsaußenministers Walther Rathenau. In: Beiträge zur Geschichte der Arbeiterbewegung 3/2022, ISSN 0942-3060, S. 75–88.
- „Wir liegen unter dem Fuße des Todes.“ Ein Motiv der Endlichkeit in Dichtungen des 19. Jahrhunderts. In: Wolfgang George, Karsten Weber (Hrsg.): Fehlendes Endlichkeitsbewusstsein und die Krisen im Anthropozän. Psychosozial-Verlag, Gießen 2022, ISBN 978-3-8379-3176-1, S. 85–93.
- Politisches Tagesgeschehen und Geschichtsbild in Brechts Arbeitsjournal. In: Zbigniew Feliszewski (Hrsg.): Bertolt Brecht in Systemkonflikten. Produktion. Rezeption. Wirkung. V&R unipress, Göttingen 2023, ISBN 978-3-8471-1459-8, S. 191–207.

### Belletristik (Auswahl)
- Invektiven, Inventionen. Aphorismensammlung. Limes Verlag, Wiesbaden 1971.
- Komm wieder, Don Juan! Auch ein Anti-Roman. Bläschke, Darmstadt 1974, ISBN 3-87561-315-5.
- Unwahns Papiere. Roman. Verlag Atelier im Bauernhaus, Fischerhude 1978, ISBN 3-88132-050-4.
- Das Jahr in Güstrow. Weltkreis, Dortmund 1985, ISBN 3-88142-350-8.
- Der Wanderer im Wind. Über die dicken und dünnen Perioden im Leben des Bauamtmanns Heinrich Beelzow, eines gebürtigen Mecklenburgers, nachmals in Bremen ansässig geworden. Roman. Bormann und von Bockel, Hamburg 1991, ISBN 3-927858-17-X.
- Knief oder Des großen schwarzen Vogels Schwingen. Königshausen & Neumann, Würzburg 2003, ISBN 3-8260-2637-3.
- Erzählungen. Von Bockel, Neumünster 2010, ISBN 978-3-932696-82-4.
- Don Juan kommt wieder. Aphorismen. Von Bockel, Neumünster 2010, ISBN 978-3-932696-84-8.
- Das Hamburger Totengericht. Roman. Von Bockel, Neumünster 2011, ISBN 978-3-932696-85-5.
- Margarete Mahn, die rote Bürgermeisterin. Ein biographischer Roman. Von Bockel, Neumünster 2011, ISBN 978-3-932696-87-9.
- Der Nebler. Roman. Von Bockel, Neumünster 2013, ISBN 978-3-932696-94-7.
- „Alarm für die Deutsche Bucht“. Roman. Von Bockel, Neumünster 2016, ISBN 978-3-95675-012-0.